# Powerplant (singel)
Powerplant – dziesiąty singel oraz utwór niemieckiego DJ-a i producenta – Tomcrafta, wydany 21 listopada 1998 (dokładnie miesiąc po wydaniu dwóch poprzednich singli: Gothic i The Mission i tego samego dnia co singel Flashback) w Niemczech przez wytwórnię Kosmo Records (wydanie 12"). Utwór pochodzi z debiutanckiego albumu Tomcrafta – All I Got (szósty singel z tej płyty). Na singel składają się tylko utwór tytułowy w dwóch wersjach.

## Lista utworów
1. Powerplant (TC – KW – MX) (10:33)
2. Powerplant (TC – MX) (9:40)